# 小紋潤
小紋 潤（こもん じゅん、1947年11月14日 - 2018年12月27日）は、日本の歌人、編集者、実業家。長崎県五島市生まれ、長崎市出身。本名は小島義明。

## 来歴
1970年、早稲田大学中退。1945年、短歌結社「心の花」入会、編集委員になる。冨士田元彦と知り合い、雁書館を設立、編集長を務める。1975年、合同歌集『男魂歌　第二集』に参加。2008年、雁書館閉業に伴い長崎に帰郷。2015年、咽頭がん発症。2016年、第一歌集『蜜の大地』（ながらみ書房）を上梓。2017年、同歌集により第15回前川佐美雄賞、第10回日本一行詩大賞、第14回筑紫歌壇賞を受賞。2018年、肺炎により逝去。
代表歌に「われに母在ると思へば夏雲はこの大空に昼をゆたけし」「銀河系、その創（はじまり）を思ふときわが十代の孤り晶（すず）しも」「雨に濡れて紫陽花咲（ひら）く稚（わか）ければ藍より青きことを信じる」「いつ来てもライオンバスに乗りたがるライオンバスがそんなに好きか」など。

## 著書
- 歌集『蜜の大地』ながらみ書房 2016